# Polyommatus omphisa
Polyommatus omphisa är en fjärilsart som beskrevs av Moore 1874. Polyommatus omphisa ingår i släktet Polyommatus och familjen juvelvingar. Inga underarter finns listade i Catalogue of Life.